# 假花鳞草
假花鳞草（学名：Roegneria anthosachnoides），为禾本科鹅观草属下的一个植物种。